# 木卫四十二
木卫四十二（S/2003 J 22，Thelxinoe，/θɛlkˈsɪnoʊˌiː/，thelk-SIN-o-ee；希腊语： Θελξινόη）,也叫Jupiter XLII，是木星的一个衛星。它由一群由斯科特·谢泼德领导的夏威夷大学天文学家于2003年从拍摄的照片中发现。
木卫四十二直径约2公里，軌道平均半徑為20,454 Mm，軌道周期為597.607地球日，與黃道間的軌道傾角為151°（与木星赤道153°），運轉方向為逆行，離心率為0.2685。
它在2005年3月被命名为Thelxinoe，这个名字取自希腊神话中四个原始缪斯之一，是宙斯（Jupiter）和谟涅摩叙涅的一个女儿。
它是阿南刻衛星群中的成员，而阿南刻衛星群是一群環繞木星逆行的不規則衛星，它們的軌道半長軸在19.3與22.7 Gm之間，且軌道傾角都在150°左右。